# Mengkraan

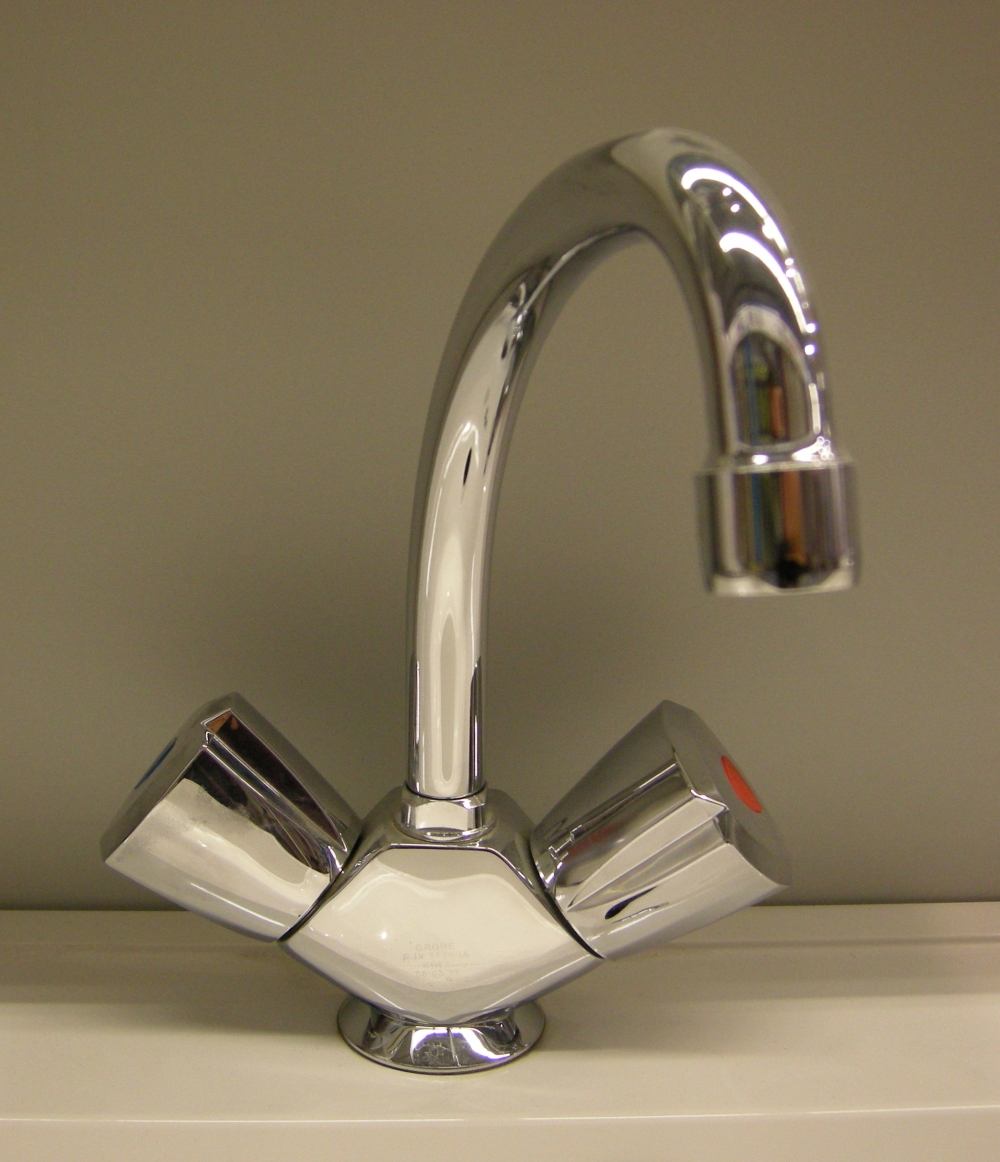
Een handmengkraan voor de wastafel

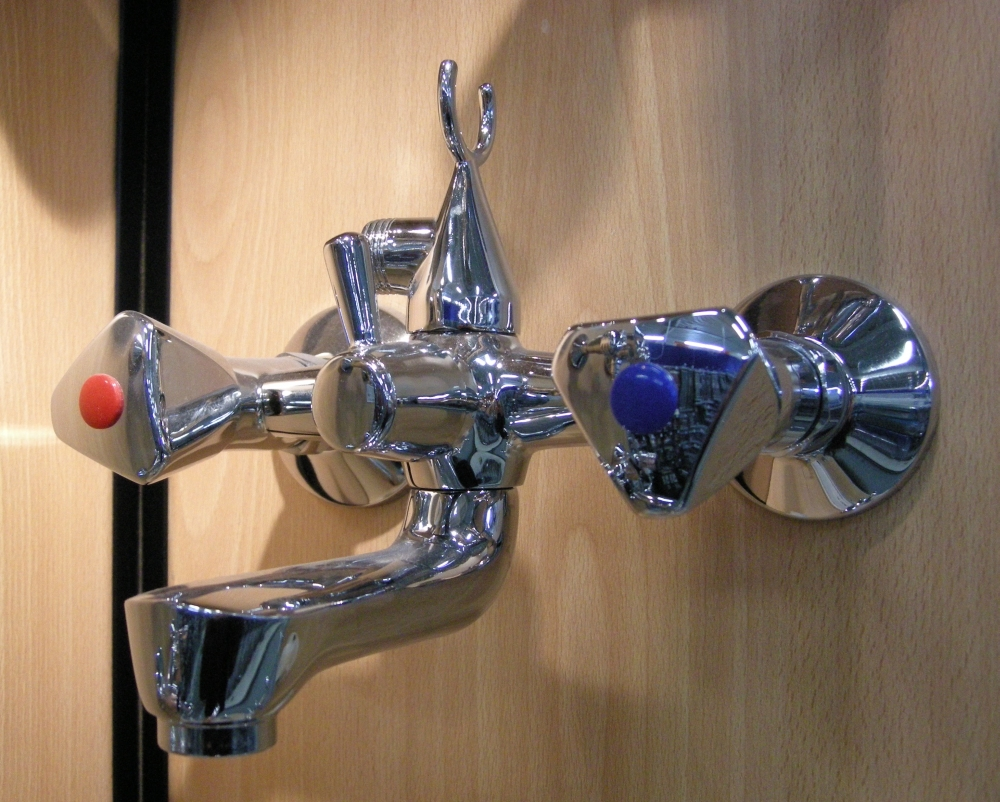
Een handmengkraan voor het bad

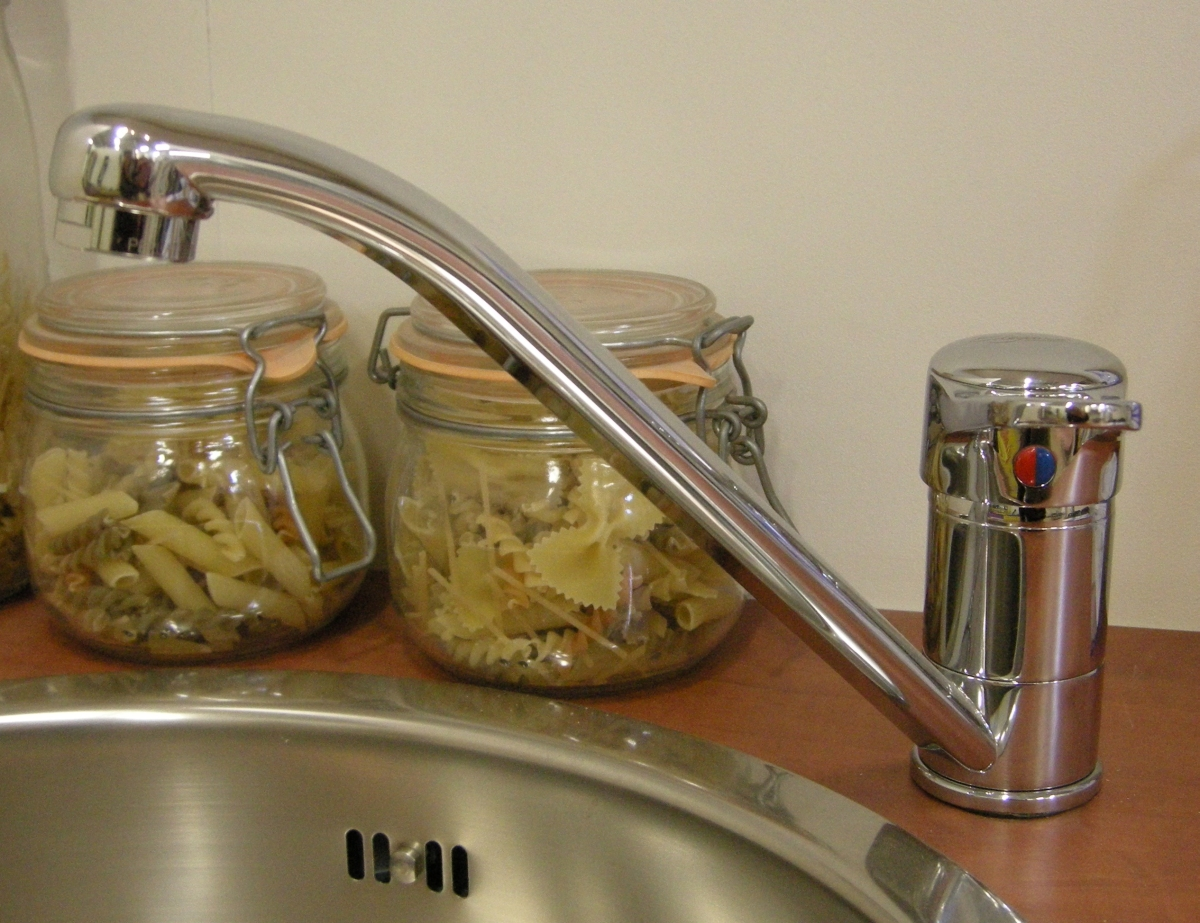
Een eenknopsmengkraan voor de keuken

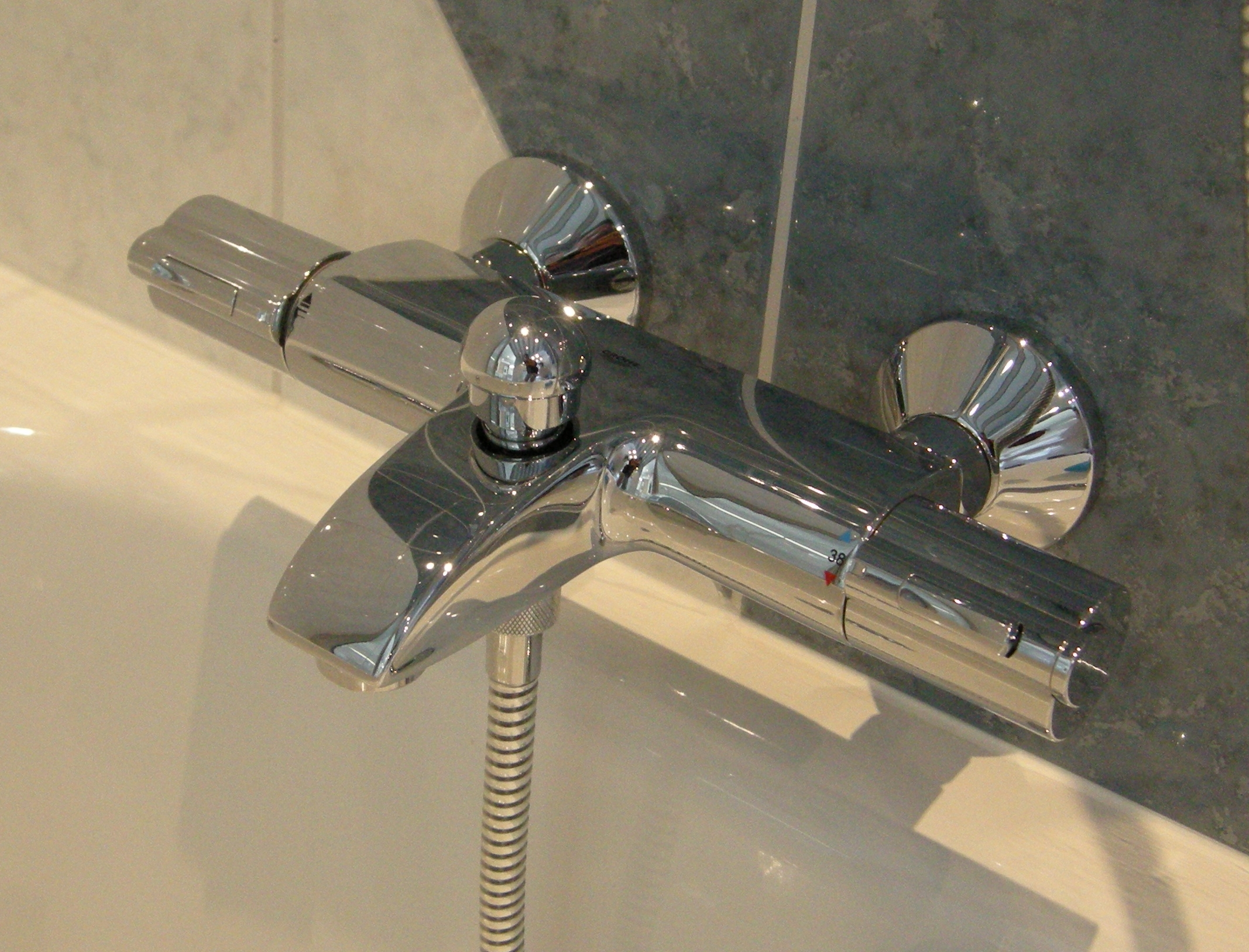
Een moderne thermostaatmengkraan voor het bad

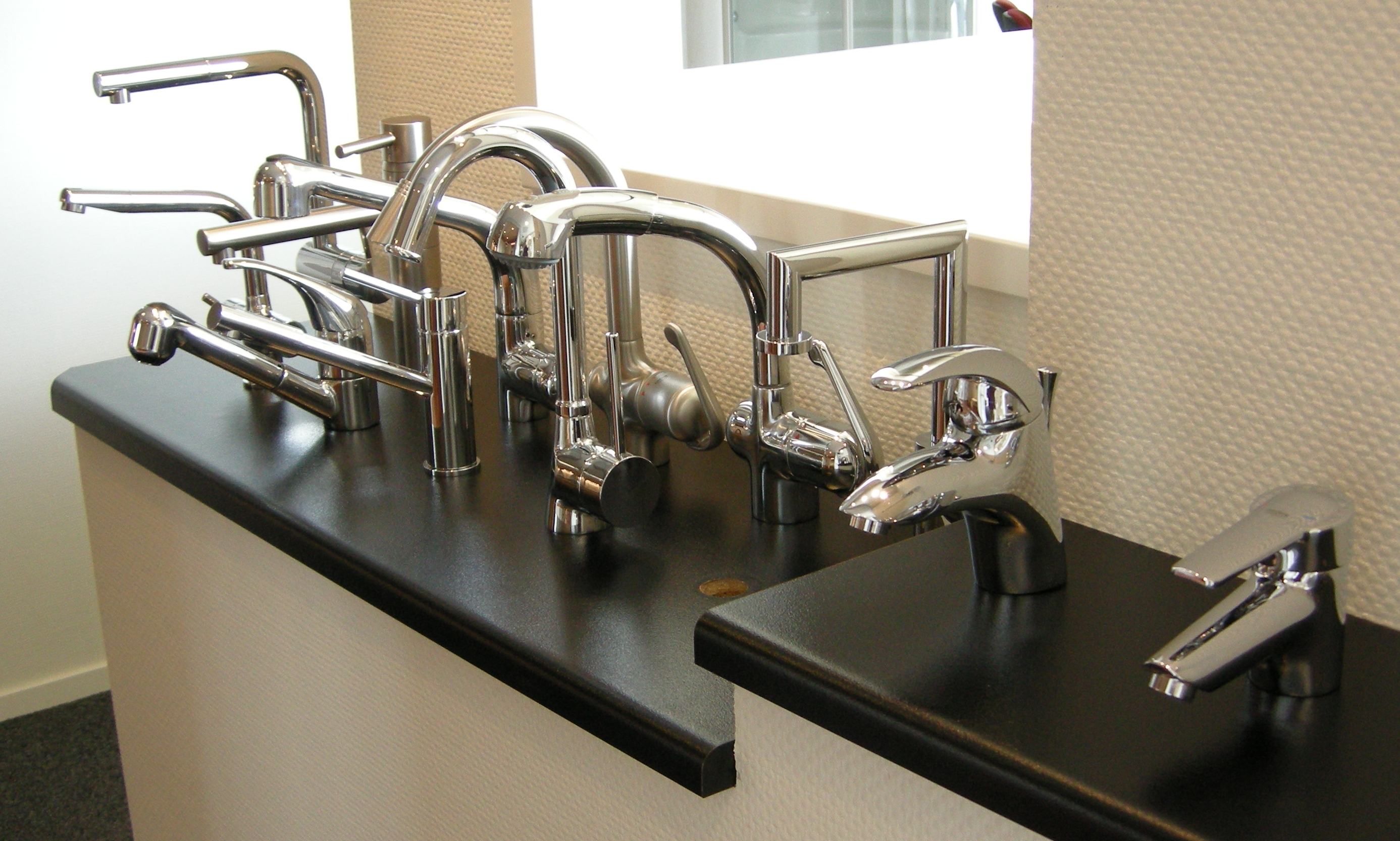
Een klein assortiment eenknopsmengkranen voor de wastafel

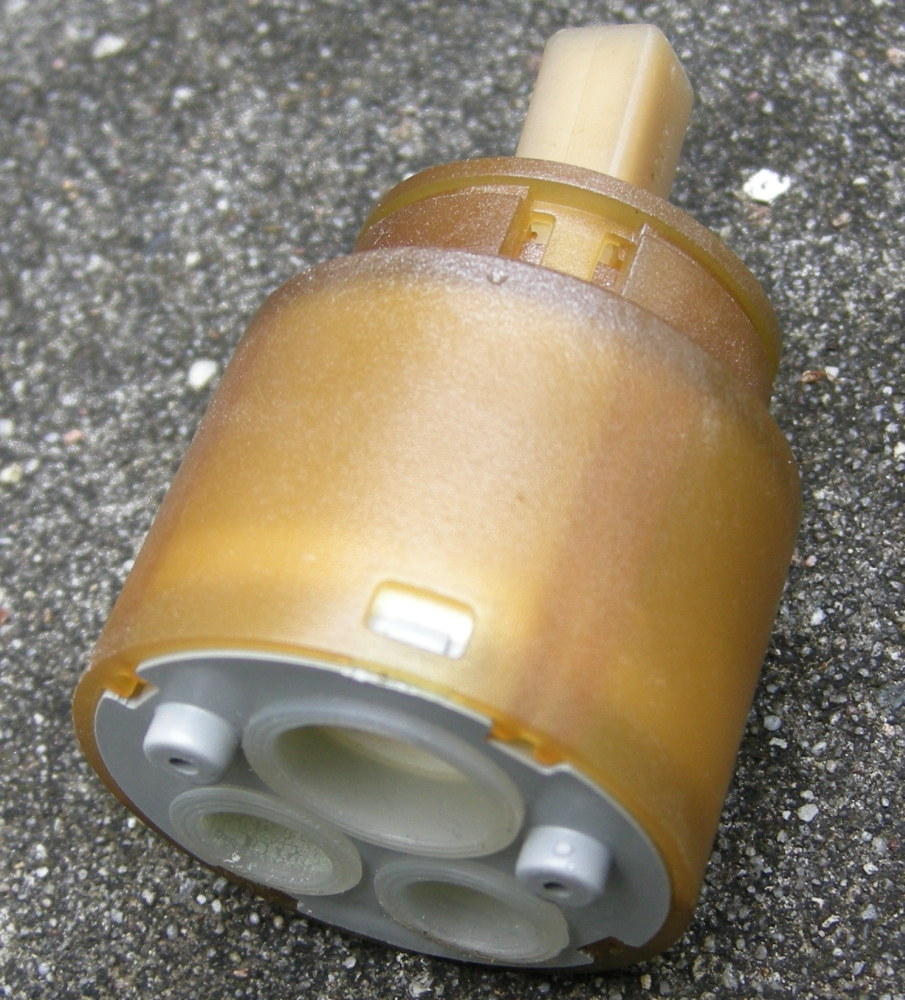
Een cartouche voor een eenknopsbadmengkraan

Een mengkraan is een speciaal soort kraan, die zodanig ontworpen is dat door menging van koud en heet leidingwater, tapwater geleverd kan worden met verschillende temperaturen, ten behoeve van de keuken, de wastafel, de douche of het ligbad.
De temperatuur van het water kan handmatig geregeld worden door aparte draaiknoppen voor koud en heet water, door een gecombineerde regelknop voor debiet en temperatuur, of automatisch, door het instellen van een ingebouwde thermostaat. De mengkraan is op een koud- en een warmwaterleiding aangesloten. Het koude water komt rechtstreeks uit de waterleiding. Het warme water komt vanuit de combi-ketel, (zonne)boiler, (bad)geiser of een kleine  elektrische close-in boiler. Op het uiteinde van de uitloop bevindt zich een perlator, een soort zeef die de straal homogeen verdeelt en er lucht aan toevoegt.

## Uitvoeringen

### Tweeknops handmengkraan
Bij de conventionele handmengkraan, meestal kortweg mengkraan genoemd, bevinden zich in het kraanhuis twee kranen, die elk met een eigen kraanknop worden bediend: rechts voor de toevoer van koud water en links voor de toevoer van warm water. De knop voor koud water wordt vrijwel altijd gemarkeerd met een blauw merkteken en de knop voor warm water met een rood merkteken. Op oudere kranen staan vaak letters:de letter K (van koud) of C (van het Engelse cold) en een H (van heet of het Engelse hot). Door deze kranen meer of minder open te draaien kan de watertemperatuur op het gevoel geregeld worden. Afhankelijk van de waterdruk en de aanvoertemperatuur moet de kraan voor het hete water vol worden opengedraaid. Het nadeel van dit type kraan is dat een verandering van de waterdruk directe gevolgen heeft voor de watertemperatuur. Deze drukverandering kan worden veroorzaakt door andere gebruikers in huis of daarbuiten, die hun kraan openen dan wel sluiten.

### Eenknops thermostaat handmengkraan
De twee kranen voor warm en koud water zijn hier vervangen door een cartouche, een mechaniek waarin de doorstroming van het koude en warme water met één hefboom wordt beïnvloed. Doorgaans veroorzaakt het draaien rond een verticale as de verandering van temperatuur van het water terwijl de verticale beweging van de hefboom de stroomsnelheid bepaalt. Omlaag om de kraan te sluiten, omhoog om hem te openen. De richting voor warm en koud wordt ook hier met een rood respectievelijk blauw merkteken aangegeven. Het voordeel van dit type kraan is dat de ingestelde temperatuur (bij gelijkblijvende waterdrukken) met de ingestelde stand van de hefboom behouden blijft. Er bestaan ook mengkranen met een zwengel die door verdraaien eerst koud en dan warm tot heet water leveren. Hierbij is het regelbereik voor de doorstroming bij hogere temperatuur begrensd.

### Thermostaatmengkraan
De thermostaatmengkraan, meestal kortweg thermostaatkraan genoemd, is voorzien van een thermostaat die een van de twee toevoeren (meestal de koude) automatisch regelt afhankelijk van de stand van de andere (de warme) die met de hand wordt ingesteld, en wel zodanig dat de temperatuur van het water de ingestelde waarde houdt. De maximum temperatuur van het water wordt bij deze kranen meestal op 50 °C begrensd om te voorkomen dat men zich brandt aan te heet water. Ook zit er vaak een blokkeervoorziening op bij een maximum watertemperatuur van 38 °C. Heter water kan alleen verkregen worden door de blokkering tijdelijk op te heffen. Bij het instellen van een lagere temperatuur zal de blokkering weer geactiveerd worden. Het voordeel van dit type kraan is het comfort van een vast ingestelde temperatuur, onafhankelijk van leidingdruk en doorstroomsnelheid.

## Toepassingen

### Douchekraan
De douchekop is meestal met een doucheslang op de kraan aangesloten en deze voert het water naar de douchekop, maar soms wordt de douchekop vast aan de wand gemonteerd en is de leiding van kraan naar douchekop in de wand weggewerkt. Sommige douchekranen hebben tevens een gewone uitloop, alsmede een wisselklep tussen uitloop en douche. Met een hefboom kan voor de kraanuitloop of voor de douche worden gekozen en als de kranen dicht zijn kan in de tussenstand de doucheslang zich legen via de kraanuitloop. Afhankelijk van het type douchekop dient de watertoevoer tussen de 6 en de 12 liter per minuut te zijn voor een normale gerieflijke douche. Douchekranen zijn vanouds tweeknopsmengkranen, maar tegenwoordig past men de thermostaatkraan toe. Met de moderne uitgebreide douchecabines met regendouche en massagekoppen komt het regelmatig voor dat de warmwatertoevoer tekortschiet doordat het vermogen van het warmwatertoestel te laag is (bijvoorbeeld minder dan 4 kW) of doordat de leidingdruk onvoldoende is (bijvoorbeeld minder dan 2,5 hPa).

### Badkraan
Een badkraan is ontworpen om met relatief hoog debiet (tot wel 25 liter per minuut) warm water te kunnen leveren om het ligbad in zo kort mogelijke tijd te kunnen vullen met warm water. De uitloop is daarom meestal ook groter dan bijvoorbeeld van een wastafelkraan. Veel badkranen hebben tevens een aansluiting voor een doucheslang, alsmede een wisselklep tussen beide uitlopen. Met een knop of hefboom kan voor de baduitloop of voor de douche worden gekozen. Sommige (druk)knoppen springen automatisch in de stand baduitloop als de waterdruk wegvalt (na het douchen), zodat de doucheslang zich kan legen in het bad. Vrijwel alle moderne badkamers worden voorzien van een thermostatische badkraan. Er bestaan ook types waarbij de uitloop en de knop(pen) niet in één behuizing zijn ondergebracht maar op verschillende plaatsen in de muur of de douchecabine worden ingebouwd.

### Keukenkraan
De keukenmengkraan wordt onder meer gebruikt om afwaswater van een gerieflijke temperatuur te leveren en om allerlei schoonmaakwerk te doen met water van een toepasselijke temperatuur. Keukenkranen zijn tegenwoordig vaak eenknopsmengkranen, maar in het verleden werden voornamelijk tweeknopskranen toegepast. Veel types worden met een eengatsmontage in het keukenwerkblad bevestigd. In dat geval worden de beide wateraansluitingen gerealiseerd met flexibele buizen of slangen, die vaak op stopkraantjes worden aangesloten, zodat de kraan gedemonteerd kan worden zonder de hoofdwaterleiding te hoeven sluiten. Ook kan de bediening van de spoelbakafsluiter in de voet van de kraan zijn geïntegreerd. Sommige kranen hebben een kleine ingebouwde broes (sproeikop) die aan een slang is bevestigd. Deze kop kan uit de kraan worden getrokken, bijvoorbeeld om groente of grote vaat te spoelen en de koffiemachine te vullen.

### Wastafelkraan
Behalve enkelvoudige koude kranen (bijvoorbeeld in de wc) worden bij wastafels tegenwoordig vaak mengkranen gemonteerd. Er is een enorm assortiment aan designkranen leverbaar. Soms met een bewegingssensor, die de kraan openzet als iemand zijn handen onder de uitloop houdt. De mechanische knop dient dan uitsluitend voor het instellen van de temperatuur. Vaak wordt de bediening van de afvoerafsluiter in de voet van de kraan geïntegreerd. Sommige mensen kiezen voor een mengkraan bij de wastafel om bij het tanden poetsen de mond met warm water te kunnen spoelen, vanwege het comfort of vanwege gevoelige tanden. De meeste mengkranen kennen een eengatsmontage voor de wastafel, maar er bestaat ook een mengkraan met een eengatsmontage voor aan de muur.